# Bobrová (hrad)
Bobrová (též Valy) je zaniklý hrad, který stával na kopci Valy nedaleko obce Bobrová nad silnicí II/360 ve směru na Moravec a nad rybníkem Kaňovec.

## Historie
První písemná zmínka o hradu pochází z roku 1283, kdy se po něm píše Hrabiš ze Švábenic, manžel Elišky z Křižanova, který ho pravděpodobně založil. Na konci 13. století se hrad dostal pod Křižanov a tím došlo k úpadku bývalého panství. Hrad definitivně zanikl na přelomu 14. a 15. století, kdy se dostal do správy kláštera ve Žďáře nad Sázavou.

## Podoba hradu
O architektonické podobě hradu a ani o celkové podobě hradu není dostatek informací záznamy . Navíc se do dnešních dnů nedochovaly ani žádné zbytky, na místě hradu dnes nalezneme jen tzv. tvrziště. Odborníci předpokládají, že se jednalo o provizorní dřevěný hrádek vystavěný na kamenných základech.

## Umístění hradu
Samotný pahorek, na němž se hrádek nacházel, nebyl příliš rozlehlý. Má přibližně obdélníkový tvar o rozměrech 45 x 30 metrů a byl obehnán příkopem o šířce kolem 20 m a valem, který byl narušen těžbou kamene.